# Didier Motchane
Didier Motchane, urodzony jako Didier Motschan (ur. 17 września 1931 w Paryżu, zm. 29 października 2017 w Montreuil) – francuski polityk, urzędnik państwowy i pisarz, poseł do Parlamentu Europejskiego I i II kadencji.

## Życiorys
Syn matematyka i przemysłowca Léona Motchane’a, brat fizyka Jean-Loup Motchane’a. Studiował historię i literaturoznawstwo, został absolwentem Instytutu Nauk Politycznych w Paryżu (1952) oraz École nationale d'administration (1956, promocja Guy Desbos).
W młodości związany z grupą lewicowych gaullistów Patrie et Progrès, później pod wpływem Jean-Pierre’a Chevènementa przeszedł na skrajne pozycje i działał we Francuskiej Sekcji Międzynarodówki Robotniczej. W 1965 należał do założycieli lewicowej instytucji edukacyjnej Centre d'études, de recherches et d'éducation socialiste, w 1971 związał się z lewym skrzydłem Partii Socjalistycznej i w dwa lata później został jej sekretarzem ds. międzynarodowych, w tym krajów Trzeciego Świata. Był pomysłodawcą charakterystycznego loga partii z różą wetkniętą w pięść, wykorzystywanego także przez inne ruchy socjaldemokratyczne. Zajmował się także publikowaniem artykułów i książek, pełnił funkcję redaktora w kilku czasopismach. Działał także pod pseudonimami Jacques Mandrin i Jean Dragon.
W 1979 i 1984 wybierany posłem do Parlamentu Europejskiego, w którym przystąpił do frakcji socjalistycznej. Z Europarlamentu odszedł na miesiąc przed końcem kadencji, następnie zasiadał w Trybunale Obrachunkowym i od 2000 w Commission des recours des réfugiés (sądzie zajmującym się sprawami uchodźców). W 1993 po konflikcie z władzami socjalistów przeszedł do Ruchu Obywatelskiego, przekształconego w 2003 w Ruch Obywatelski i Republikański. W 2012 wsparł kandydaturę Jean-Luca Mélenchona na prezydenta.

## Życie prywatne
Trzykrotnie żonaty (ostatnie małżeństwo zawarł w 2007 z reżyserką Dominique Cabrera), miał trzech synów. Zmarł w wyniku nowotworu.